# 2007 JF45
2007 JF45 est un objet transneptunien faisant partie des plutinos. 

## Caractéristiques
2007 JF45 mesure environ 312 km de diamètre.